# Colostygia aptata
Colostygia aptata là một loài bướm đêm thuộc họ Geometridae. Nó được tìm thấy ở hầu hết miền Cổ bắc.
Sải cánh dài 20–25 mm. Con trưởng thành bay từ tháng 7 đến tháng 8.
Ấu trùng ăn các loài Galium. Ấu trùng có thể tìm thấy từ tháng 8 đến tháng 6. Nó qua mùa đông trong gia đoạn ấu trùng.

## Hình ảnh

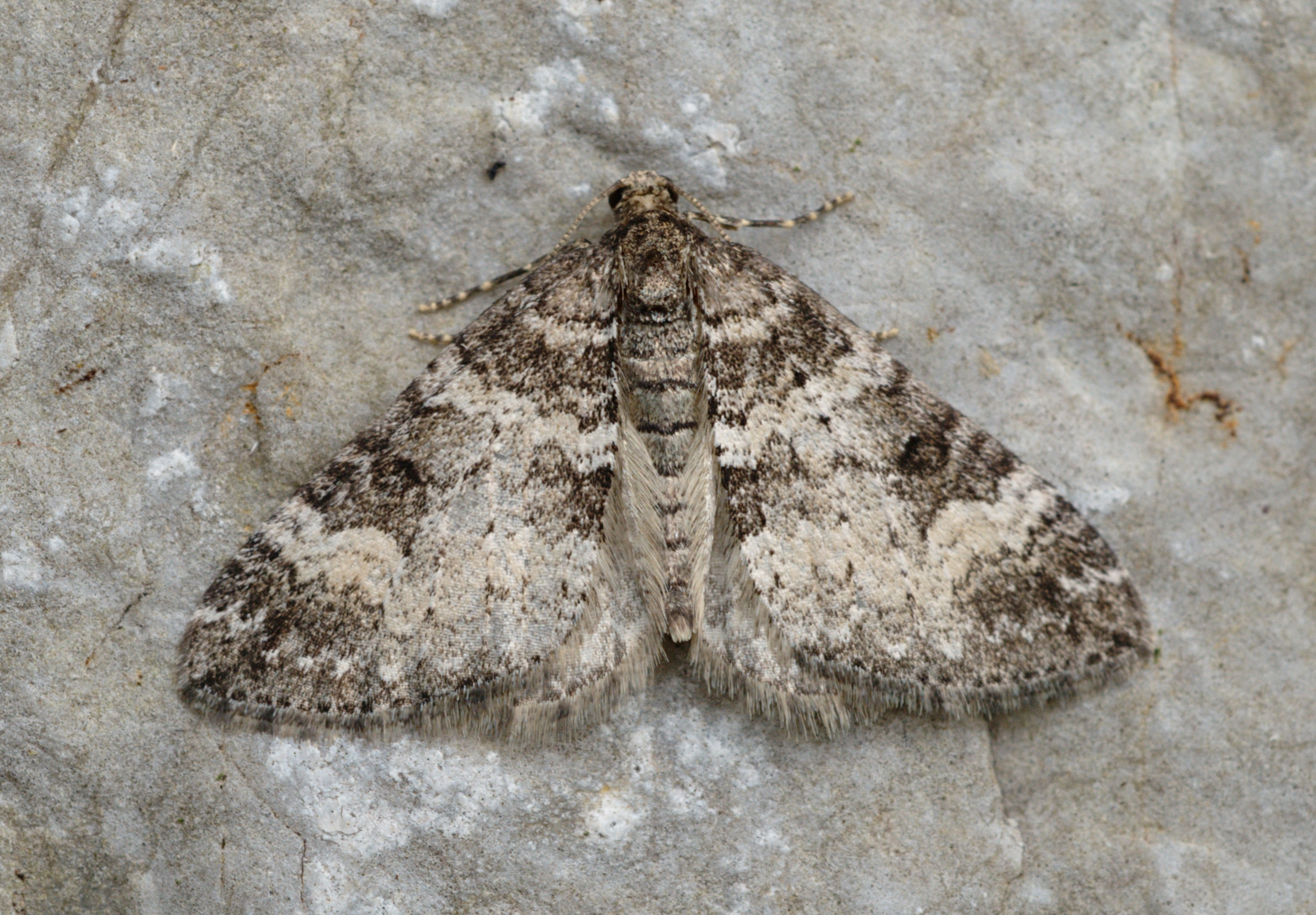